# 사토 치야코
사토 치야코(일본어: 佐藤 千夜子, 1897년 3월 13일 ~ 1968년 12월 3일)는 일본의 가수이다.